# بارنابي جاك
جاك برنابي (بالإنجليزية: Barnaby Jack)‏(22 نوفمبر 1977 – 25 يوليو 2013)، هاكر، مبرمج ومتخصص أمن حاسوب نيوزيلاندي.
اشتهر جاك بعرضه في مؤتمر بلاك هات لأمن الحاسوب في 2010، الذي طرح فيه برنامج من تصميمه يجعل أي ماكينة كاش تلقي بكل ما فيها من نقود. من بين أبرز أعماله استغلال الأجهزة الطبية المختلفة، خلاله كشف ثغرات لتعطيل منظم ضربات القلب ومضخة الإنسولين.

## وفاته
عثر عليه أحد أفراد عائلته متوفى في شقة بسان فرانسيسكو، في 25 يوليو 2013. وكان وقتها في الخامسة والثلاثين من عمره.